# Вторая модель
«Вторая модель» (англ. Second Variety) — постапокалиптическая рассказ Филипа К. Дика, впервые опубликованная в журнале Space Station Fiction в 1953 году. Экранизирована в 1995 году и его сиквел в 2009 году.
Это одно из нескольких постапокалиптических произведений писателя описывает, как после ядерной войны Земля становится непригодной для жизни, покрытая слоем пепла, и оставшимся в живых людям угрожает полное уничтожение самообучающимися и непрерывно совершенствующимися боевыми роботами.

## Сюжет
События «Второй разновидности» начинаются, когда проходит шесть лет с начала глобальной войны между Советским Союзом и ООН во главе с США. В результате ядерных ударов большинство городов Северной Америки и Европы уничтожены. Первые победы СССР вынудили переместить американское правительство и военное производство на Лунную базу, бросив остатки войск на Земле. Для противодействия полной победе СССР техники ООН изобрели роботов, названных «когти» (claws) и перенесли их производство на Землю. Простая модель представляла собой металлический шар с быстро вращающимися лезвиями, который, реагируя на тепло, атаковал из засады и распиливал тело жертвы. Войска ООН были защищены от «когтей» браслетами, излучающими слабую радиацию. Со временем «когти» стали полностью независимыми от людей, на подземных заводах они сами себя ремонтировали, создавали новые модели и модификации.
Военные ООН получают сообщение от русских с предложением отправить высокопоставленного офицера для проведения срочных переговоров. Кажется, «когти» обеспечили долгожданную победу Объединённых Наций. На переговоры отправляется майор Хендрикс. По пути к нему присоединяется маленький мальчик по имени Дэвид. Вскоре они встречают солдат Советской Армии, которые немедля убивают мальчика, оказавшегося роботом. Программа создания «когтей» изобрела сложных роботов, неотличимых от людей, но предназначенных исключительно для убийства. Встреченные Хендриксом двое солдат, завербованные в Советскую Армию австриец Клаус Эпштейн и поляк Руди Максер, а также примкнувшая к ним русская Тассо рассказывают, что вся Советская Армия и её командование уничтожены в результате столкновения с новейшими роботами.
По найденным внутри корпусов роботов идентификационным пластинам солдаты СА определяют две модели: «1-М» — раненного солдата и «3-М» — Дэвида. «2-М» — Вторая модель — остаётся неизвестной. Разные заводы были независимы друг от друга и разновидности получали номера выпустивших их заводов. Также они обнаруживают, что браслеты Объединённых Наций не могут защитить от новейших роботов. Хендрикс пытается предупредить об опасности свой командный бункер, но не может установить связь.
Ночью Клаус убивает Руди, ошибочно полагая, что тот является Второй моделью. На следующее утро Хендрикс вместе с Клаусом и Тассо отправляются на линию обороны Объединённых Наций. Когда они достигают бункера, обнаруживается, что вместо американцев в нём затаилось множество Раненных солдат и Дэвидов. Герои отбиваются от бесконечного потока окружающих их роботов, пока Тассо не уничтожает большую их часть, применив новый мощнейший тип ручной гранаты. Воспользовавшись моментом Хендрикс и Тассо спасаются бегством с поля боя, оставив Клауса сражаться против «когтей» старого образца — металлических шаров. Клаус, однако, остаётся в живых и догоняет беглецов. Тассо выстрелом издали убивает его. Он оказывается роботом — той самой Второй моделью по их мнению.
Взрыв гранаты повредил майору Хендриксу руку и контузил — он с трудом может передвигаться. Единственный шанс спастись от приближающихся роботов — бежать на Лунную базу. Вскоре он с Тассо находит скрытый ракетный крейсер, однако в космическом аппарате только одно место. Хендрикс уже собирается лететь, но Тассо убеждает его, что майор травмирован и не долетит до Луны, тем самым обречет на смерть их обоих. Хендрикс уступает место в корабле Тассо, надеясь, что она вызовет помощь, и его заберут с Земли.
Оставшись один, Хендрикс натыкается на останки Клауса и неожиданно находит внутри его корпуса пластину «4-М», а не «2-М». Тут же начинается атака роботов. Отбив первую волну, майор видит несколько приближающихся роботов копий Тассо, которая и есть истинная Вторая модель. Хендрикс понимает, что Лунная база обречена — направленная туда Тассо не будет его спасать. Роботов становится все больше. Последняя мысль майора перед гибелью: Вторая разновидность уже начала создавать оружие (гранаты), имеющее только одну цель — уничтожать другие разновидности «когтей».

## Переводы
Помимо точного перевода В. Бердника существует политкорректная версия рассказа в переводе Б. Маковцева. В этой версии русские заменены на азиатов, Советская Армия на Объединённую Армию, вместо австрийца Клауса Эпштейна одним из героев становится вьетнамец Ли Сун Ча, а Тассо из русской по национальности становится француженкой.
| Оригинал                | Перевод В. Бердника     | Перевод Б. Маковцева |
| ----------------------- | ----------------------- | -------------------- |
| The Soviet Army         | Советская Армия         | Объединенная Армия   |
| The Russians            | Русские                 | Азиаты               |
| Klaus Epstein, Austrian | Клаус Эпштейн, австриец | Ли Сун Ча, вьетнамец |
| Tasso, Russian          | Тассо, русская          | Тассо, француженка   |

## Экранизация
Канадский фильм с Питером Уэллером в главной роли, основанный на рассказе «Вторая модель», вышел в 1995 году под названием Крикуны. и его сиквел Крикуны 2: Охота в 2009 году. Экранизация достаточно точно передаёт сюжет «Второй модели». Кинокритики нашли сходство с фильмом Чужой. Несмотря на низкий бюджет, фильм был номинирован на канадскую кинопремию Genie.

## Влияние на культуру
Серия фильмов Терминатор имеет много схожего с рассказом «Вторая модель»: мир после ядерной войны, в котором роботы, первоначально разработанные для защиты США от внешней угрозы, выходят из-под контроля и создают всё более совершенные модели в войне против людей. Также как и улучшенные модели «когтей», терминаторы используют человеческую кожу для маскировки.

Повесть читалась в проекте «Модель для сборки» на радио «Энергия».